# Stockblock-Motor
Stockblock-Motor ist die Bezeichnung für einen in der Regel seriennahen (daher auch der Name), technisch nicht hochentwickelten Verbrennungsmotor.
Beispiele finden sich vor allem im US-Motorsport, wo sie trotz einfachster Technik (in der Regel Stoßstangenbauweise mit einer unten liegenden Nockenwelle und zwei Ventilen pro Zylinder) eine beachtliche Leistung erzielen. Während bei Dragsterrennen Zuverlässigkeit eine untergeordnete Rolle spielt, müssen die Motoren bei Ovalrennen der NASCAR-Serie bis zu 600 Meilen (fast 1000 Kilometer) fast ständig unter Vollgas arbeiten. Aus 5,7 Liter Hubraum erzielen die V8-Motoren mit Vergasern bis zu 625 kW (850 PS) bei 8500/min, sie werden jedoch bei schnellen Strecken auf etwa 331 kW (450 PS) gedrosselt. 
Eine Lücke im Indianapolis 500-Reglement hat 1994 der Stockblock-Motor von Mercedes-Benz ausgenutzt, der als Ilmor 500I erfolgreich von Penske eingesetzt wurde. Ilmor konstruierte nur für dieses Rennen einen modernen V8-Motor mit den geforderten Merkmalen, der mit 764 kW (1040 PS) deutlich mehr Leistung hatte. Nach dem absehbaren Sieg wurden die Regeln angepasst, und der Motor im Mercedes-Benz Museum ausgestellt. Während die in der CART-Serie üblichen Vierventil-Turbomotoren mit vier obenliegenden Nockenwellen und 2,65 Liter beim erlaubten Ladedruck von 45 psi (ca. 1,5 bar) etwa 588 kW (800 PS) erzielten, waren aus historischen Gründen in Indianapolis für zweiventilige Stoßstangen-Motoren noch 3,43 Liter Hubraum und 60 Psi (ca. 2 bar) Ladedruck erlaubt, da solche Motoren (z. B. ein Buick V6) eigentlich verschwunden waren und in Regeländerungen nicht berücksichtigt wurden. 